# Света Петка (Угърчин)
„Света Петка“ или „Света Параскева“ е православна църква в град Угърчин, част от Ловчанската епархия на Българската православна църква.

## История
Първата сграда на църквата е изградена в 1866 година с усилията на владиката Иларион Ловчански, който, подпомогнат от свещениците Петко, Георги и Михал, надделява над нежелаещия да дразни турците кмет Стойко чорбаджи. За църковен настоятел владиката определя Пено Патарински. За построяването ѝ местното население влага труд и пари. Този храм е малък, вкопан четири стъпала в земята, каменен, без купол и камбанария и покрит с плочи. Носи името на покровителката на града света Петка. На Петковден 1872 година в този храм служи дякон Васил Левски, който, под прикритието на събиране на помощи за Троянския манастир, поддържа революционната организация в района. Църквата е разгромена в 1876 година от турци, черкези и абхазци при потушаването на Априлското въстание в Ново село. Дървените части на храма са унищожени и той става неизползваем.
След създаването на Княжество България е взето решения за строеж на нова църква на няколкостотин метра северно от старата. Новата църква е построена в 1881- 1882 година. С пари, дарени от Дико и Неда Черневи е изградена и камбанария и е отлята камбана за нея. Втората църква има нездрави основи и в 1930 година при една буря пада.
В 1935 година кметът Иван Стойков-Резето отпуска 300 000 лева общински пари за изграждането на нова църква. Търгът за изпълнител на строежа е спечелен от Никола Петков от село Койнаре. Сградата, разположена на същото място, е завършена и на 22 март 1938 година е осветен от митрополит Антим Ловчански. Свещеници в Угърчин са Петър Доков от Ловеч, Пейчо Петров и Марин Никитов от Угърчин и Димитър Маринов от село Сопот.  Камбаната е поставена в купол на църквата. Иконостасът на храма е дело на дебърски майстори от рода Филипови.